# Aspirapolvere Spalter
(Slogan promozionale per la campagna di vendita dello Spalter)
Spalter è un aspirapolvere progettato dai designer italiani Achille e Pier Giacomo Castiglioni, prodotto a partire dal 1956 dalla REM. 
Innovativo per l’epoca grazie alle ridotte dimensioni e all’uso dei materiali, Spalter è uno dei primi aspirapolvere trasportabili ed il primo con la scocca realizzata interamente in materiale plastico.
Nel 1957 ricevette una menzione d'onore da parte del Premio Compasso d'oro istituito dall'ADI. 
Fa parte della collezione permanente del Museum of Modern Art di New York (MoMA). Dal 2018 al 2019 viene esposto nella mostra "A Castiglioni" alla Triennale di Milano e nel 2019 viene compreso ne "Il Design dei Castiglioni" nella galleria "Harry Bertoia" a Pordenone, mostre allestite in occasione del centenario dalla nascita di Achille.

## Storia
Per questo progetto i fratelli Castiglioni si ispirarono a vari modelli compatti prodotti in quegli anni sia in Italia che oltre oceano, fra questi possiamo menzionare l’Aspiretta, progettata da Enrico Rossetti, titolare di REM. 
L’apparecchio venne messo in produzione dalla REM a partire dal 1956, vennero venduti 500 esemplari all’aeronautica militare italiana, in quanto le dimensioni compatte dell’aspirapolvere consentivano movimenti più agevoli nella pulizia degli spazi angusti degli aeroplani.Nonostante la praticità l’elettrodomestico non ebbe il successo sperato sul mercato di massa e venne presto abbandonato dal produttore. Questo insuccesso nelle vendite avvenne forse perché il modello rappresentava un’eccessiva anticipazione sui tempi rispetto alla domanda, come è emerso in una successiva indagine che l’azienda fece presso i punti vendita dell’aspirapolvere: i negozianti affermarono che la clientela non acquistava lo Spalter perché non lo riconosceva come un aspirapolvere.

## Descrizione

### Caratteristiche tecniche

#### Materiali

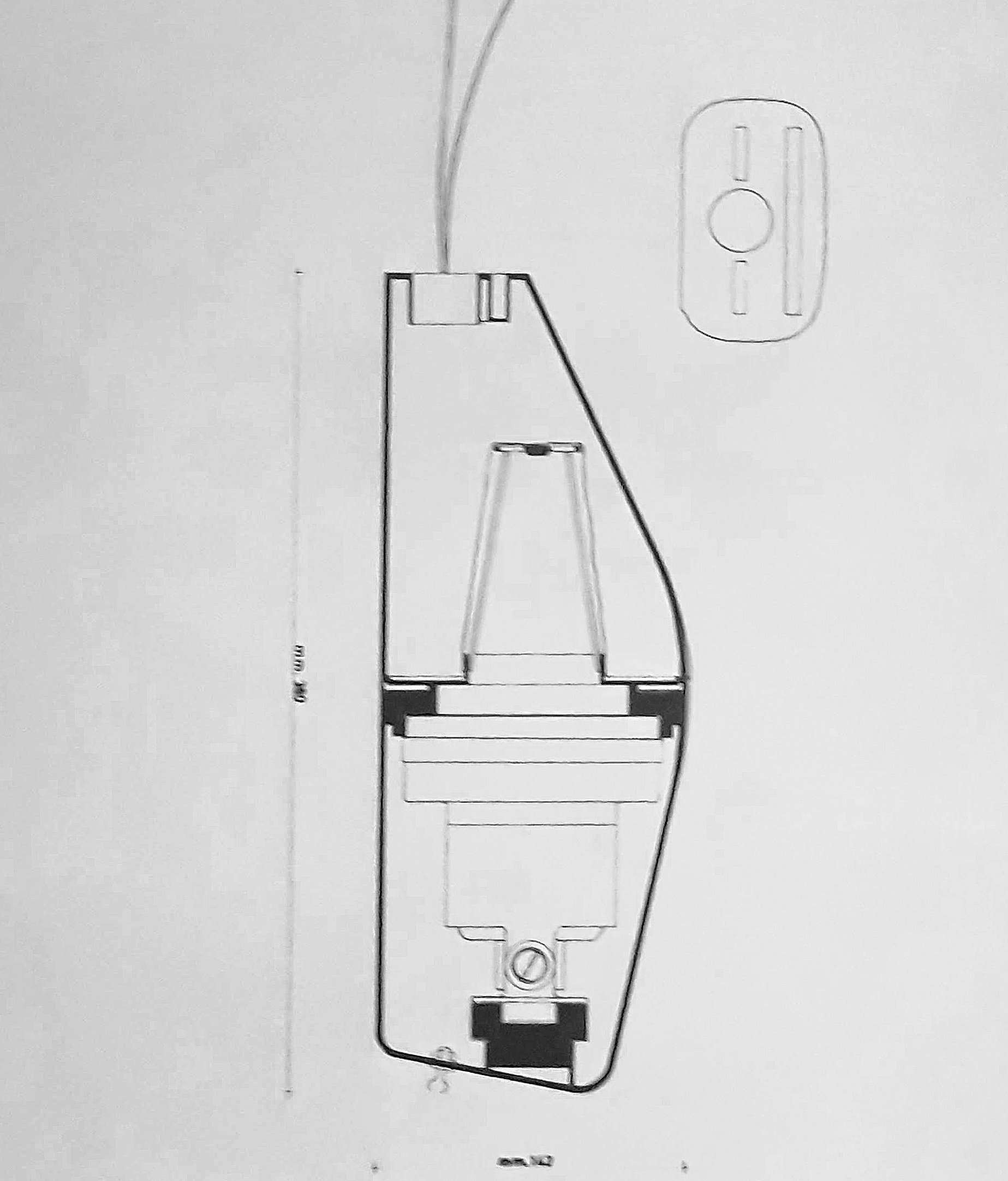
Tavola tecnica della sezione con le componenti interne

L’aspirapolvere presenta tutta una serie di innovazioni tecniche a partire dal materiale utilizzato per il guscio esterno: il Moplen, uno dei primi materiali termoplastici (brevettato negli anni 50), si rivelò particolarmente adeguato alla realizzazione di un aspirapolvere trasportabile in quanto leggero, elastico, infrangibile e ad alto isolamento elettrico. Ciò rappresentò una novità in un mercato all’epoca dominato da apparecchi fatti di metallo e anche molto pesanti.

#### Componenti

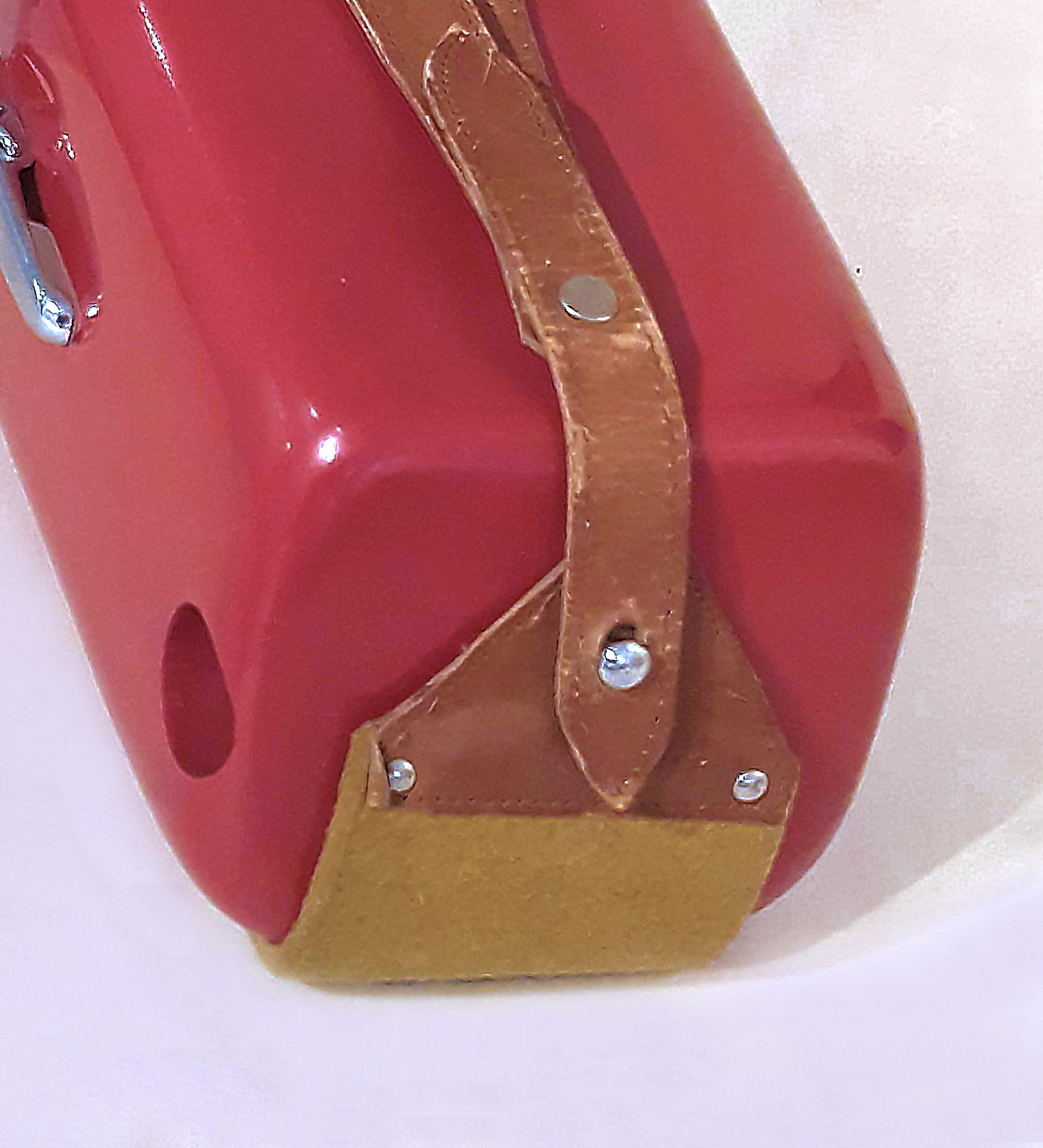
Particolare del nottolino di aggancio della cinghia e del pattino

Le ridotte dimensioni dell’apparecchio (38.8 x 14.6 x 15 cm) evidenziano una ricerca dei progettisti verso la miniaturizzazione dei componenti nonché una semplificazione e riduzione all’essenziale degli stessi: il corpo si divide in due parti facilmente apribili grazie a due ganci laterali, la prima parte ospita motore e ventola, mentre la seconda, munita di filtro, fa da serbatoio per raccogliere la polvere. Un'altra caratteristica non comune è l’assenza del sacchetto che rende agevole l’operazione di svuotamento dalla polvere, in quanto basta togliere il filtro per liberare l’involucro.

#### Utilizzo
Lo Spalter è estremamente versatile nell’utilizzo: comprende una cinghia di cuoio che diventa tracolla per essere adoperato trasportandolo sulle spalle oppure per appenderlo terminato l’uso. La cinghia diventa una maniglia se l’apparecchio viene usato in orizzontale, agganciandola per un estremo all’apposito nottolino. Inoltre una delle facce della scocca funziona da piano slitta: su di essa vi è agganciato un pattino di feltro che permette all’elettrodomestico di scivolare e quindi di essere utilizzato per trascinamento.
In dotazione venivano forniti un tubo flessibile per direzionare l’aspirazione e vari beccucci intercambiabili per un uso più specifico.

### Aspetto

#### Materiali
Prima dello Spalter gli aspiratori portatili erano realizzati con un'unica porzione di lamiera avvolta a cilindro e saldata, con dei tappi in metallo o plastica che andavano a chiudere le estremità: tale materiale creava un'evidente limitazione formale che lo Spalter non aveva, essendo ottenuto da una scocca plastica termosaldata. Il materiale plastico ed il metodo di lavorazione consentirono di realizzare lo Spalter con delle curve molto più complesse ed organiche rispetto ai modelli precedenti.

#### Colore
Nell’aspirapolvere il corpo ed il tubo sono monocromatici. Il corpo si presenta rosso, abbinato ad un tubo aspirante giallo, una variante presenta il corpo blu ed il tubo viola. Entrambi i colori sono accesi, inoltre l’accostamento tra colori primari (rosso/giallo) genera un contrasto che fa risaltare ogni singolo colore. Il corpo plastico appare lucido alla vista, mentre il tubo, rivestito di tessuto, si presenta opaco. L’uniformità cromatica del corpo è spezzata dai punti luce delle cerniere metalliche sui lati e dalla slitta in feltro gialla posta sul fondo.
Questa esuberanza cromatica era inusuale all’epoca per un elettrodomestico di questo tipo: l’intenzione dei Castiglioni era quella di rendere l’aspirapolvere non un anonimo strumento, ma un accessorio di moda al pari di una borsetta, rendendo la casalinga elegante anche durante le faccende domestiche.

#### Linee
Lo Spalter è stato progettato con una forma ovoidale, quindi con una predominanza di linee curve che danno continuità al guscio bi-componente: la base, contenente il motore e la ventola è più tozza e ampia, mentre la parte superiore che ospita il filtro è più affusolata. Il punto di congiunzione tra i due gusci si può riconoscere da una cerniera metallica posto su un lato. Il tubo è lungo, cilindrico e flessibile per agevolare la pulizia. Per quanto riguarda le texture il guscio plastico è liscio mentre il tubo è corrugato.

#### Rapporto tra volumi
L’apparecchio ha una forma compatta e rigida che entra in contrasto con il tubo aspirante lungo, esile e flessibile che si innesta sulla sommità. L’aspiratore è simmetrico lungo l’asse longitudinale, tranne che per il gancio posto su un solo lato. Lungo l’asse orizzontale il guscio può essere diviso in due parti differenti: la parte superiore connessa al tubo è affusolata, mentre la parte inferiore è più voluminosa. Quando le due parti si uniscono creano un unicum dalla forma ovoidale. La semplicità ed essenzialità delle forme dell'oggetto complessivo ha lo scopo di renderlo visivamente piacevole ed elegante. 

## Lettura interpretativa

### Spalter, un caso di ipocodifica
Lo Spalter è stato quello che Umberto Eco definirebbe un caso di ipocodifica :
negli anni 50’ lo Spalter si discostò in maniera netta dai modelli tradizionali di aspirapolvere per quanto riguarda tutta una serie di caratteristiche fisiche e formali, infatti la leggerezza e le ridotte dimensioni erano in contrapposizione con i modelli spesso pesanti ed ingombranti dell’epoca. Inoltre questi ultimi erano riconoscibili per una predominanza delle parti metalliche, spesso cromate, ed una distinzione fra le componenti funzionali (es. sacchetto separato da corpo aspirazione). L’apparecchio firmato Castiglioni era invece formato da una scocca interamente in plastica, liscia, continua, un guscio ovoidale che racchiudeva tutte le componenti funzionali al suo interno che perciò non erano visibili. Questi elementi, uniti ai colori particolarmente accesi dello Spalter, rendevano l’elettrodomestico di difficile riconoscibilità rispetto a quella che era l’immagine collettiva di un aspirapolvere: la clientela non vedendo in esso un aspiratore, non lo reputava efficace, con la conseguenza di un insuccesso nelle vendite.

### Simbolismo
La forma compatta e sinuosa del corpo aspirante unito ai colori accesi ed alla possibilità di utilizzarlo a tracolla mediante un cinturino, rendeva lo Spalter una stilizzazione delle borse da passeggio femminili: l’intenzione dei Castiglioni era quella di progettare un elettrodomestico non solo funzionale, ma anche elegante mentre lo si utilizza e quindi adatto per essere indossato dalla casalinga come un vero e proprio accessorio di moda. 
Il nome “Spalter” è una crasi che deriva sia da "spalle-terra" per la sua doppia modalità di utilizzo (può essere indossato sulle spalle oppure trascinato a terra) che da “spalatore di terra” per la possibilità dell’aspirapolvere di essere trascinato sul pavimento, con l'intento di rievocare le movenze di una macchina escavatrice.

## Valorizzazione
L’aspirapolvere è maneggevole in quanto leggero e di ridotte dimensioni. La sua praticità è resa possibile anche grazie al tubo aspirante orientabile, permettendo di lavorare comodamente in spazi angusti. Lo Spalter risulta però poco efficiente per quanto riguarda il vano di raccolta della polvere, che essendo di ridotte dimensioni, costringe ad un frequente svuotamento del serbatoio. Inoltre il materiale plastico di cui è composto il guscio lo rende piuttosto fragile agli urti accidentali. L’apparecchio ha una valenza ludica: i colori molto accesi, uniti ad una forma inusuale (ovoidale), lo rendono un oggetto giocoso e bello da guardare. Lo Spalter vuole essere innovativo per tutta una serie di aspetti: l'uso di materiali nuovi e le ridotte dimensioni. L'oggetto ha inoltre una forma insolita, non comune per i modelli simili dell'epoca. L'elettrodomestico è stato progettato per essere un oggetto elegante che vuole essere indossato come un accessorio di moda.